# Mary & Johnny
Mary & Johnny ist eine schweizerische Verfilmung des Stückes Kasimir und Karoline von Ödön von Horváth aus dem Jahre 2012, bei der Samuel Schwarz und Julian M. Grünthal Regie führten. Der Film startete am 5. Juli 2012 in den Schweizer Kinos.

## Inhalt
Auf dem Züri Fäscht 2010 treffen sich Mary und ihr Freund Johnny. Mary möchte das in Kürze stattfindende Finale der Fussball-WM anschauen. Ihr Freund Johnny der gerade arbeitslos geworden ist, ist schlecht gelaunt. Beide geraten in Streit und verbringen den Abend für sich allein. Dabei haben sie einige ungewöhnliche Erlebnisse im Nachtleben und sind sie immer wieder kurz davor, sich wieder zu treffen. Erst als der Morgen graut, treffen sie wieder aufeinander.

## Festivalpräsenzen
Der Film wurde am Zurich Film Festival am 22. September 2011 uraufgeführt. Danach war er an dem Festival Internationale Hofer Filmtage und im Wettbewerb des Filmfestivals Filmfestival Max Ophüls Preis zu sehen und erhielt dort eine lobende Erwähnung der Jury mit folgenden Worten: „MARY & JOHNNY ist ein schneller, harter und anarchistischer Film dicht am Lebensgefühl einer sinnsuchenden Generation. Virtuos gelingt es den Filmemachern und dem Ensemble klassische Literatur in eine unverwechselbare junge Filmsprache zu übersetzen.“

## Kritik
Der Film wurde von der Schweizer Presse mehrheitlich sehr gut aufgenommen. Der Tagesanzeiger schrieb: „Hier stimmen Dialoge, Soundtrack und Bildsprache. Sie verschwimmen zu einem traurigen, süchtig machenden Rauschen aus Rausch und Nacht.“ Die Weltwoche meinte: „Angesichts der vielen einfältigen und plumpen Schweizer Filmen ist Mary & Johnny schon fast revolutionär“ und das NZZ Folio schrieb: „Ein Film, schnell und grell, billig und geistreich, wütend und wuchtig.“
Auch die Presse in Deutschland reagierte positiv auf den Film. So schrieb der Saarländische Rundfunk Online: „Neue Adaptionen von Horvaths Klassiker gibt es einige, doch ‚Mary & Johnny‘ kann durchaus mithalten. Das liegt zum einen an den glaubwürdigen Darstellern, zum andern an der exzellenten Kameraführung. Dank der fühlt sich der Zuschauer mitten im Festgetümmel – und behält trotz tausender Farben und wechselnder Eindrücke dennoch den Überblick.“ Die TAZ schrieb: „Was dieses bitterböse Prolodrama so unverschämt gut macht, ist, dass es auf sehr unterhaltsame Weise die gleichzeitig banalen wie hochkomplexen Mechanismen von Macht und Verführung offenlegt.“